# Stoppa Bostichi
Stoppa Bostichi, noto anche come frate Stoppa (fl. prima metà del XIV secolo), è stato un religioso e poeta italiano.

## Biografia
Appartenente alla famiglia fiorentina dei Bostichi, entrò nell'Ordine degli Eremitani di Sant'Agostino e fu discepolo spirituale del beato Tommasuccio da Foligno.
Visse a Lucca al tempo di Castruccio Castracani (1315-1328) e in piazza San Michele in Mercato recitò la ballata Se la Fortuna o'l mondo.
La morte di frate Stoppa sarebbe sopraggiunta, secondo Medin, il 29 gennaio 1415 presso un convento in Spagna; tale notizia, però, non risulta essere ad oggi attendibile.
Gli sono attribuiti componimenti poetici di argomento morale e dottrinale (poesia gnomica): le profezie Apri le labbra mie, dolce Signore e Vuol la mia fantasia, la ballata Se la Fortuna o 'l mondo. Nelle sue opere riprendeva temi della cultura erudita usando modi di gusto più popolare. La ballata ebbe un certo successo, fu trascritta in numerosi manoscritti, ripresa e ampliata nei secoli successivi.